# John Fetterman
John Karl Fetterman (West Reading, 15 agosto 1969) è un politico statunitense, senatore per lo stato della Pennsylvania dal 2023 ed in precedenza vicegovernatore dello stesso stato dal 2019 al 2023. Membro del Partito Democratico, in precedenza Fetterman è stato sindaco di Braddock dal 2006 al 2019. Nelle elezioni 2022 per il Senato degli Stati Uniti, Fetterman ha sconfitto il repubblicano Mehmet Öz.
Generalmente descritto come un progressista, Fetterman sostiene l'assistenza sanitaria come un diritto, la riforma della giustizia penale, l'aumento del salario minimo federale a 15 dollari l'ora e la legalizzazione della cannabis.

## Biografia
Fetterman è nato nel 1969 al Reading Hospital di West Reading, in Pennsylvania, da Karl e Susan Fetterman. I suoi genitori erano sposati ed entrambi avevano 19 anni al momento della sua nascita. In seguito si trasferirono a York, dove Fetterman crebbe e suo padre divenne socio di una compagnia di assicurazioni. Fetterman è cresciuto in un ricco sobborgo di York e i suoi genitori erano repubblicani conservatori.
Fetterman ha avuto un'educazione che lui stesso ha definita privilegiata aggiungendo di aver "camminato nel sonno" durante la sua giovane età adulta, giocando quattro anni di football al college e con l'intenzione di diventare proprietario dell'attività del padre. Nel 1991, Fetterman si è laureato in finanza all'Albright College, il college anche di suo padre, dopo di che ha conseguito un Master of Business Administration (MBA) presso l'Università del Connecticut nel 1993. Per due anni, Fetterman ha lavorato a Pittsburgh come assicuratore di gestione del rischio per la società svizzera Chubb.
Mentre studiava all'Università del Connecticut, il suo migliore amico è morto in un incidente d'auto, cosa che ha avuto un effetto formativo sulla sua vita e sul suo percorso professionale di Fetterman. Dopo la morte del suo amico, Fetterman si unì alla Big Brothers Big Sisters of America, facendo coppia con un bambino di otto anni a New Haven, nel Connecticut, il cui padre era morto di AIDS e la cui madre stava lentamente morendo a causa della stessa malattia. Durante questo periodo, Fetterman afferma di essere stato "turbato dal concetto della lotteria casuale della nascita" e ha promesso alla madre del ragazzo che avrebbe continuato a prendersi cura di suo figlio anche dopo che se ne fosse andata. Nel 1995 è entrato a far parte dell'AmeriCorps di recente fondazione, ed è stato inviato per insegnare agli studenti di Pittsburgh. In seguito ha frequentato la Harvard Kennedy School presso l'Università di Harvard, specializzandosi nel 1999 con un Master in Amministrazione pubblica.

### Vicegovernatore della Pennsylvania (2019-2023)
Il 14 novembre 2017, Fetterman si è candidato alla nomination democratica per l'incarico di Vice governatore della Pennsylvania, sfidando, tra gli altri, il Vice governatore in carica Mike Stack. Ha ottenuto l'approvazione dal senatore del Vermont Bernie Sanders, dal sindaco di Pittsburgh Bill Peduto e dall'ex governatore della Pennsylvania e sindaco di Filadelfia Ed Rendell.
Il 15 maggio, Fetterman ha vinto le primarie democratiche con il 38% dei voti. Il 6 novembre 2018, nelle elezioni generali Fetterman e il governatore in carica Tom Wolf hanno sconfitto i repubblicani Scott Wagner e Jeff Bartos.

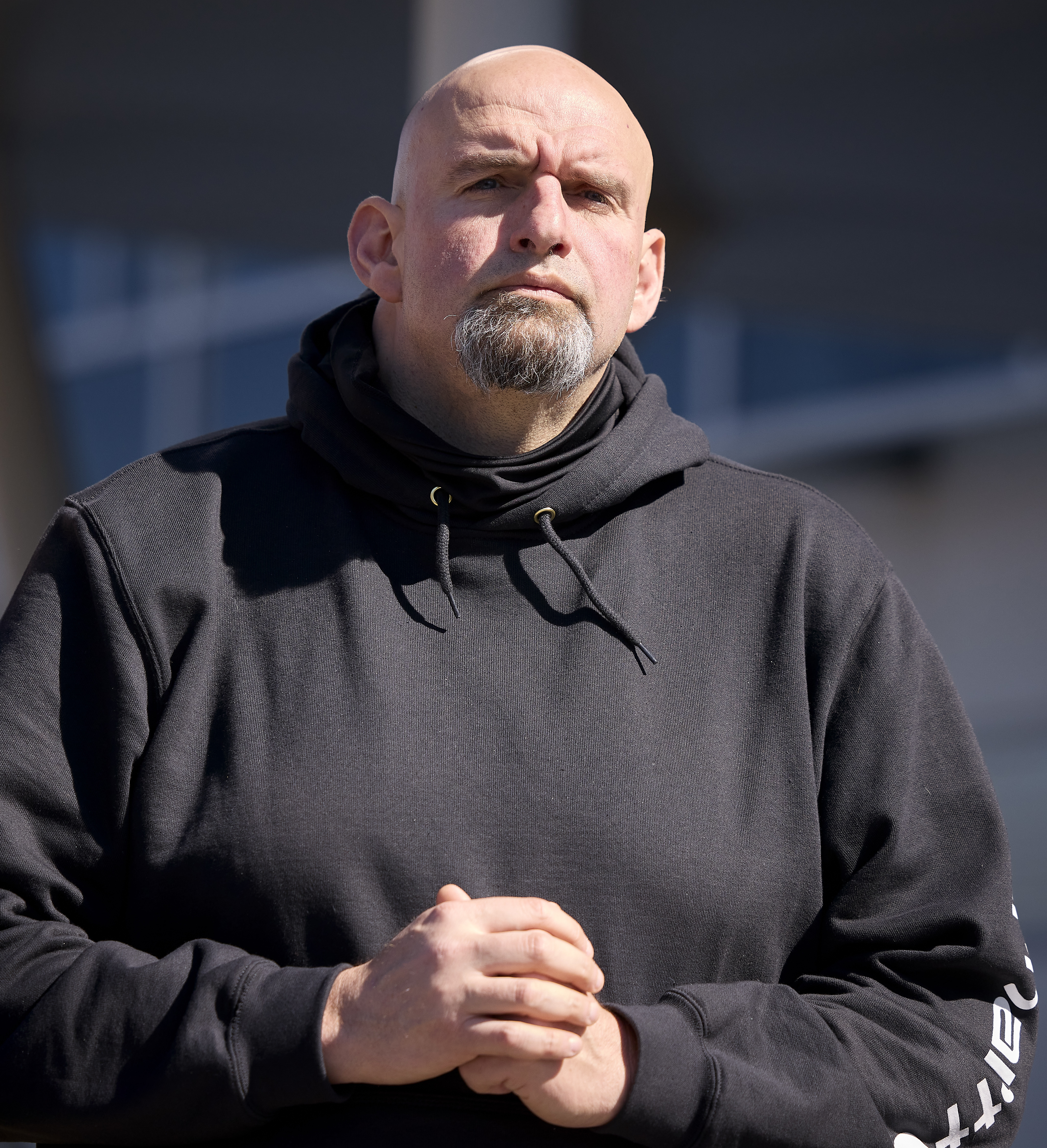
Fetterman come Vice governatore nel 2022

Fetterman ha prestato giuramento come Vice governatore della Pennsylvania il 15 gennaio 2019. Uno dei suoi primi compiti è stato quello di esaminare la legalizzazione della marijuana in tutto lo stato. Fetterman visitò tutte le 67 contee della Pennsylvania e parlò ai residenti della legalizzazione della marijuana. Dopo aver completato il tour, pubblicò un rapporto sulle sue scoperte. In una dimostrazione di sostegno alla legalizzazione della marijuana e alla comunità LGBTQ+, Fetterman ha appeso la bandiera dell'orgoglio e una bandiera con una foglia di marijuana dal balcone del suo ufficio, che si affaccia sulla capitale dello stato. Tuttavia, parte di un disegno di legge omnibus, firmato in legge dal governatore Wolf, ha vietato le bandiere non autorizzate sulla proprietà del Campidoglio. Tuttavia, Fetterman ha continuato a sfidare la legge e a sventolare le bandiere al di fuori del suo ufficio.
Una inchiesta dell'Associated Press sul programma giornaliero di Fetterman durante il suo incarico ha messo in evidenza che aveva un programma di lavoro leggero ed era spesso assente dagli affari ufficiali dello stato. Dal gennaio 2019 fino al maggio 2022, il programma ufficiale di Fetterman è rimasto vuoto per un terzo dei giorni lavorativi. Inoltre, i giorni in cui lavorava erano spesso brevi, da quattro a cinque ore. Era spesso assente dalla presidenza del Senato dello Stato della Pennsylvania, un compito ufficiale del Vice governatore. Nel 2020 ha frequentato solo la metà delle sessioni e nel 2021 solo un terzo delle sessioni.

#### Board of Pardons
Il ruolo di Vice governatore ha pochissimi poteri effettivi, ma sovrintende al Pennsylvania Board of Pardons. In questa posizione, Fetterman ha lavorato per aumentare la quantità di commutazioni e grazie per coloro che scontano il carcere in Pennsylvania. Il Philadelphia Inquirer riferì che Fetterman gestiva il Board of Pardons "con il cuore di un attivista e, a volte, con la forza di un prepotente". The Inquirer ha anche scritto che Fetterman aveva minacciato di scendere in campo contro il procuratore generale Josh Shapiro, che all'epoca stava pensando di candidarsi per il ruolo di governatore, a meno che Shapiro non avesse sostenuto ulteriori perdoni.
Il Board of Pardons ha raccomandato 50 commutazioni per l'ergastolo e il governatore Tom Wolf ne ha concesse 47. In qualità di Vice governatore, Fetterman ha annunciato "uno sforzo coordinato per un progetto di grazia su larga scala una tantum per persone con condanne penali selezionate per marijuana, minori e non violente...".

### Critiche al presidente Trump
Nel novembre 2020, Fetterman è diventato noto in tutti gli Stati Uniti per aver affermato che Donald Trump "non era diverso da qualsiasi altro troll di Internet casuale" e che "può citare in giudizio un panino al prosciutto" in risposta alla minaccia di Trump di intentare causa in Pennsylvania per presunta frode elettorale alle elezioni presidenziali del 2020.
Le elezioni presidenziali del 2020 in Pennsylvania sono state vinte da Joe Biden, che ha ottenuto oltre 81.000 voti davanti a Trump. Le affermazioni di Trump sulla frode elettorale hanno portato a una sfida ai risultati e il procuratore generale del Texas Ken Paxton ha intentato una causa per ribaltare i risultati anche in Pennsylvania. A Paxton si unirono altri 18 procuratori generali repubblicani di altri Stati. A sostegno di tale sforzo, il Vice Governatore del Texas Dan Patrick ha offerto una ricompensa di 1 milione di dollari a chiunque potesse provare un caso di frode negli stati colpiti.
Fetterman ha risposto certificando che la Pennsylvania aveva scoperto tre casi di frode elettorale: due uomini avevano votato come le loro madri morte (entrambe per Trump) e un altro aveva votato a nome di suo figlio oltre che di se stesso (anche lui per Trump). Fetterman ha detto che la sua controparte del Texas doveva pagare un milione per ciascuno di questi casi. Ha detto di essere orgoglioso di annunciare che Trump "ha ottenuto il 100% del voto della madre morta", in Pennsylvania. La presa in giro di Fetterman sulla presunta frode elettorale ha ottenuto pubblicità a livello nazionale.

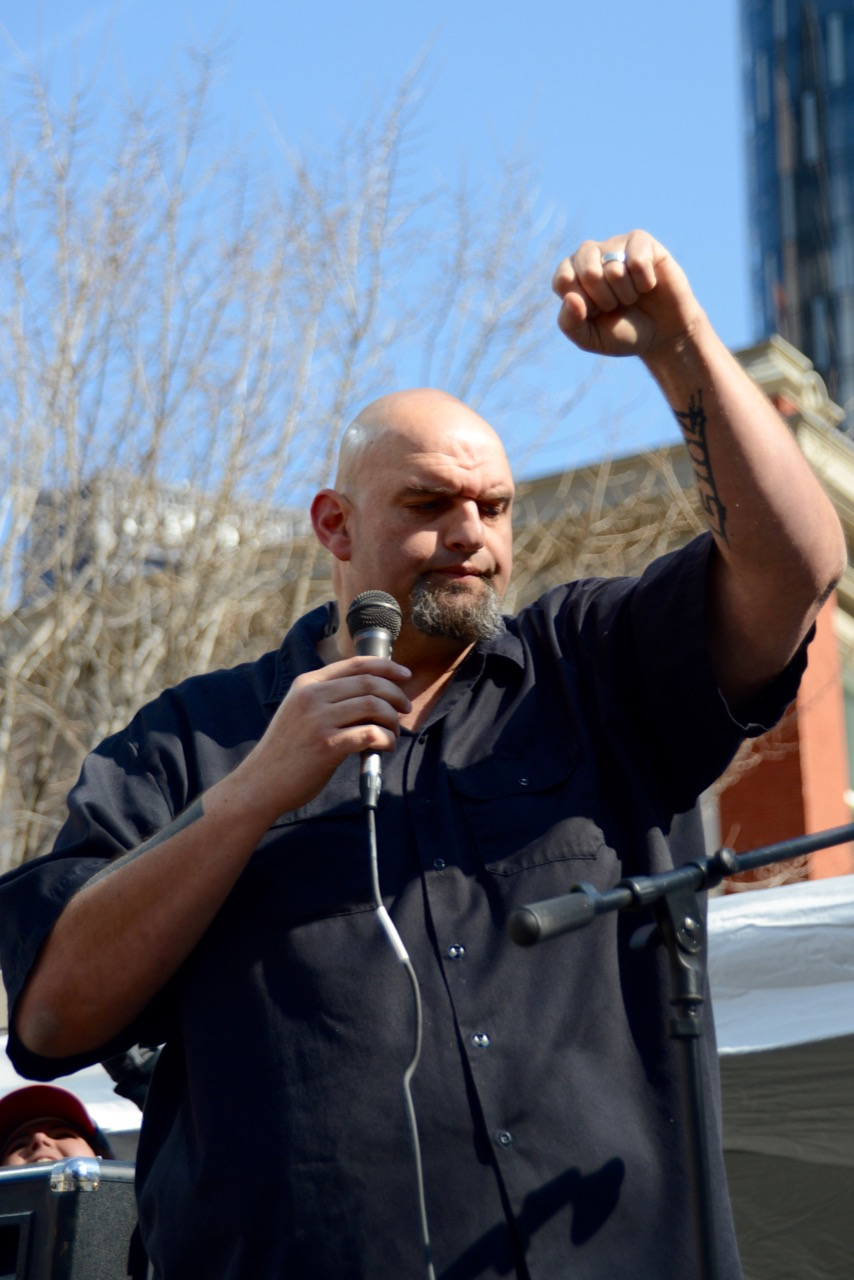
Fetterman durante la campagna a Pittsburgh nel 2016

### Campagne al Senato degli Stati Uniti

#### 2016
Il 14 settembre 2015 Fetterman ha annunciato la sua candidatura alla nomination democratica per il seggio al Senato degli Stati Uniti detenuto da Pat Toomey nelle elezioni del 2016. La sua campagna è stata considerata un tiro a segno contro due candidati più noti, Katie McGinty e Joe Sestak, candidato democratico al Senato nel 2010.
La campagna di Fetterman si è concentrata sui valori progressisti e sulla costruzione di supporto attraverso il movimento di base, facendo paragoni con Bernie Sanders. Fetterman è stato l'unico candidato democratico in tutto lo stato in Pennsylvania ad appoggiare Sanders. Nonostante i pochi fondi per la campagna elettorale e i sondaggi che lo davano al 4% una settimana prima delle primarie, Fetterman è stato in grado di raccogliere il 20% dei voti primari arrivando comunque terzo. Alla fine Tommey fu rieletto.

#### 2022
Il 4 febbraio 2021 Fetterman si è candidato al seggio del Senato, lasciato libero dal senatore in pensione Pat Toomey andato in pensione.
Il principale oppositore di Fetterman alle primarie democratiche per il Senato era il rappresentante in carica degli Stati Uniti Conor Lamb. Un comitato di azione politica a sostegno di Lamb pubblicò annunci che attaccavano Fetterman per essere "un socialista democratico autodefinito". Mentre l'annuncio citava un articolo di NPR, che descriveva Fetterman come un socialista, The Philadelphia Inquirer ha commentato che "Fetterman non si è mai effettivamente descritto in quel modo". Sia Lamb che un altro candidato, Malcolm Kenyatta, hanno criticato Fetterman per l'incidente in cui ha puntato un fucile carico su un jogger nero che credeva avesse sparato con una pistola. 

Il logo della campagna 2022 per il Senato degli Stati Uniti di Fetterman

Nonostante fosse in testa in molti sondaggi, Fetterman ha ricevuto pochi consensi alle primarie democratiche. Il rappresentante statale John I. Kane ha affermato che la mancanza di approvazioni fa parte della "personalità da lupo solitario" di Fetterman. Darisha Parker, un rappresentante statale di Filadelfia, ha sostenuto di non averlo mai visto: "Quindi se un vice governatore non si prende il tempo per parlare con qualcuno come me, allora perché dovremmo mandare qualcuno come lui a Washington?". Fetterman ha comunque vinto le primarie democratiche con il 58,7% dei voti, battendo il suo rivale più vicino, Lamb, con il 32,4% dei voti. Fetterman ha vinto in tutte le contee, inclusa la contea di Filadelfia, ma ha lottato per ottenere gran parte del voto nero della città, ricevendo solo il 18% dei voti nei distretti a maggioranza nera.

#### L'ictus durante la campagna
Il 13 maggio 2022, con le elezioni per Governatore in corso, Fetterman ha subito un ictus ischemico ed è stato ricoverato in ospedale. L'ictus è stato causato da un coagulo causato dalla fibrillazione atriale (ritmo cardiaco irregolare). Poiché Fetterman soffriva anche di cardiomiopatia (già nel 2017 era stato ricoverato in ospedale sempre per una fibrillazione atriale ma la notizia non era stata divulgata) i suoi medici gli impiantarono un pacemaker e un defibrillatore. È stato dimesso dall'ospedale il 22 maggio 2022.
In una lettera dell'inizio di giugno 2022, i suoi medici hanno scritto che Fetterman era "ben compensato e stabile" e che "se prende i suoi farmaci, mangia sano e fa esercizio, starà bene". I medici dissero anche che Fetterman non aveva subito danni cognitivi e che si aspettavano una completa guarigione. Fetterman espresse rammarico per aver ignorato la sua salute; dopo la diagnosi del 2017 di fibrillazione atriale, non ha visto un medico per cinque anni e non ha continuato a prendere i farmaci.
In una lettera dell'ottobre 2022 che fornisce un aggiornamento medico, il medico di base di Fetterman ha affermato che durante l'esame "parlava in modo intelligente senza deficit cognitivi" e aveva una comunicazione significativamente migliorata rispetto alla sua prima visita. L'ictus di Fetterman lo ha lasciato con i sintomi di un disturbo dell'elaborazione uditiva e usa i sottotitoli come ausilio per leggere il discorso in tempo reale.

## Vita privata

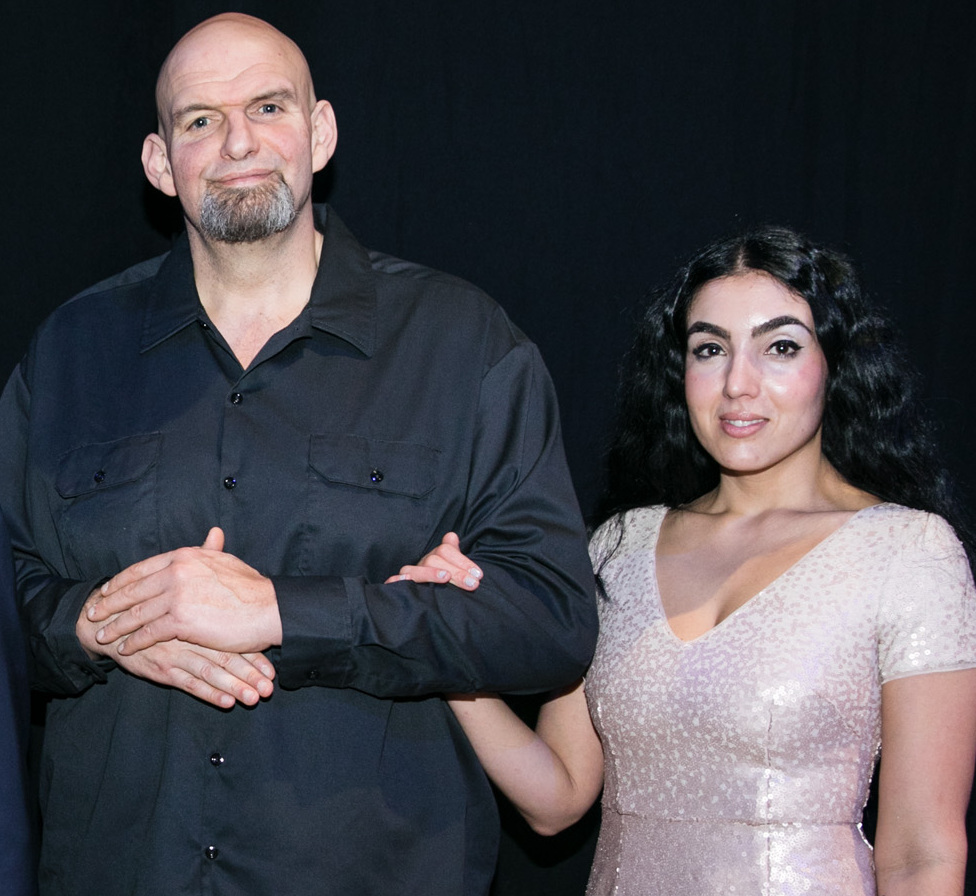
Fetterman e sua moglie Gisele Almeida nel 2019

Fetterman è sposato con Gisele Barreto Fetterman (nata Almeida), un'attivista brasiliano-americana. Almeida, che una volta era una immigrata senza documenti e residente a Newark, nel New Jersey, venne a conoscenza del lavoro di Fetterman come sindaco di Braddock e gli scrisse una lettera nel 2007. Fetterman la invitò a visitare Braddock e un anno dopo si sposarono. La coppia ha tre figli e vive in una concessionaria di automobili riconvertita con i loro cani da salvataggio, Levi e Artie, molto noti; addirittura Levi, di razza mista, è apparso anche nello speciale televisivo della CW "Dogs of the Year 2021". La famiglia ha scelto di non vivere nella State House, la residenza ufficiale del Vice governatore della Pennsylvania. La coppia ha tre figli, due maschi e una femmina.
Fetterman, che è alto 2,06 metri, è noto per il suo stile di abbigliamento casual. Viene spesso visto indossare una felpa e pantaloncini, abbigliamento adottato anche alla cerimonia di giuramento del presidente Trump, il 20 gennaio 2025, in diretta TV alla presenza delle massime autorità e celebrità americane ed internazionali. Possiede un solo abito, che indossa quando presiede il Senato della Pennsylvania, dove c'è un preciso codice di abbigliamento.